# Мозаичный скат
Мозаичный скат (лат. Raja undulata) — вид хрящевых рыб семейства ромбовых скатов отряда скатообразных. Обитают в субтропических водах северо-восточной и центрально-восточной части Атлантического океана и в Средиземном море между 53° с. ш. и 15° с. ш. Встречаются на глубине до 200 м. Их крупные, уплощённые грудные плавники образуют диск в виде ромба со слегка выступающим рылом. Максимальная зарегистрированная длина 100 см. Откладывают яйца. Не являются объектом целевого промысла.
Обитает на илистом или песчаном дне, на глубине около 200 метров, распространён в Защитой от хищников служит маскировочная окраска в виде рисунка на красноватой или коричневатой коже.

## Таксономия
Впервые вид был научно описан в 1802 году. Видовой эпитет происходит слова лат. undula — «волнистый».

## Ареал
Эти демерсальные скаты обитают в восточной Атлантике и в Средиземном море у берегов Алжира, Бенина, Камеруна, Кот-д’Ивуар, Египта, Экваториальной Гвинеи, Франции, Гамбии, Ганы, Греции, Гвинеи, Гвинеи-Бисау, Израиля, Италии, Ливана, Либерии, Ливии, Мавритании, Марокко, Португалии, Сенегала, Сьерра-Леоне, Испании, Сирии, Того и Великобритании. Встречаются в основном на континентальном шельфе от мелководья до глубины 200 м. Предпочитают песчаное илистое дно. Мелкие особи попадаются в лагунах, которые, вероятно, служат природными питомниками.

## Описание
Широкие и плоские грудные плавники этих скатов образуют диск в виде ромба со слегка выступающим кончиком рыла и закруглёнными краями. На вентральной стороне диска расположены 5 жаберных щелей, ноздри и рот. На длинном хвосте имеются латеральные складки. У самцов единичный срединный ряд состоит из 20—55 шипов, у самок три ряда. У взрослых этот ряд колючек прерывистый, а у молодых непрерывный. Спинные плавники широко расставлены между собой, как правило, между ними имеется по 2 шипа. Перед и позади глаз расположено 0—2 шипа, вдоль затылка пролегают 2—8 шипов. Вентральная поверхность гладкая за исключением рыла и краёв диска. Дорсальная поверхность диска По обе стороны хвоста расположены параллельные ряды шипов. Окраска дорсальной поверхности ровного охристого или серо-коричневого цвета с тёмно-коричневыми волнистыми отметинами и бело-жемчужными крапинками. Вентральная поверхность белая с тёмными краями. Максимальная зарегистрированная длина 100 см, по оценкам может достигать 110 см.

## Биология
Рацион этих скатов зависит от возраста и сезона. В целом у мозаичных скатов наблюдается онтогенетический сдвиг рациона внутри трёх групп, разделяемых по размеру: 20—55 см, 55—75 см и 75 и 100 см. Молодые скаты поедают ракообразных, моллюсков и мелких рыб. С возрастом их диета становится более специализированной и состоит в основном из ракообразных. В водах южной Португалии до 79,5 % содержимого желудка мозаичных скатов составляют небольшие пелагические крабы Polybius henslowi. Подобное изменение рациона не характерно для ромбовых скатов, которые обычно по мере взросления начинают питаться в основном костистыми рыбами.
Подобно прочим ромбовым эти скаты откладывают яйца, заключённые в жёсткую роговую капсулу с длинными и закручивающимися выступами на концах. Эмбрионы питаются исключительно желтком. Размножение носит сезонный характер. Яичные капсулы попадаются чаще всего в марте-июне. Их часто находят на южном побережье Великобритании. Длина капсул 7—9 см, ширина 4,5—6 см. В 1997 году в океанариуме Бенальмадены спустя 25 дней после спаривания самка в течение 77 дней откладывала яйца, общее количество которых достигло 88. Первый новорожденный скат длиной 14 см вылупился через 91 день.
Самки и самцы достигают половой зрелости при длине 75 см и 73 см в возрасте 9 и 7,5 лет соответственно. Зафиксированная продолжительность жизни составляет 13 лет, а максимальная оценивается более чем в 20 лет. Прирост популяции очень медленный. Продолжительность поколения оценивается в 14,9—15,9 лет у самок и 14,3—15,3 у самцов.

## Взаимодействие с человеком
Эти скаты не являются объектом целевого промысла. Они попадаются в качестве прилова в тралы, ярусы и неводы, особенно массово в водах Португалии, где они составляют до 40 % от улова пластиножаберных. Мясо употребляют в пищу. Медленный рост и интенсивный промысел в ареале делают этих скатов уязвимыми. Международный союз охраны природы присвоил виду охранный статус «Вымирающий» Эти скаты уживаются и размножаются в неволе.